# Kathy Lindekens
Pour les articles homonymes, voir Lindekens.
Carine F. (Kathy) Lindekens, née le 23 juin 1955 à Anvers est une femme politique belge flamand, membre du SP.
Elle est licenciée en traduction (HIVT - RUCA); 
présentatrice, programmatrice et journaliste; critique. 
Depuis 1996, elle est membre du CA de la Vlaamse Liga tegen Kanker;  
depuis 1998, membre du CA du Service fédéral d’Information; 
depuis 1999, membre du CA de Defence for Children International (Belgique). 

## Fonctions politiques
- 1995-1999 : membre du Conseil flamand
- 1999-2001 : sénatrice cooptée
- 2001-2003 : conseillère communale Anvers
- 2001-2003 : échevine à Anvers

## Distinction
- Chevalier de l’ordre de Léopold (1999)